# Paróquia São Francisco de Assis (Santa Bárbara)
A Paróquia São Francisco de Assis é uma circunscrição eclesiástica católica brasileira situada no município de Santa Bárbara d'Oeste, no interior de São Paulo. A paróquia faz parte da Diocese de Piracicaba, estando localizada na Região Pastoral Santa Bárbara. Foi criada em 25 de janeiro de 2008, entretanto, sua instalação oficial aconteceu no dia 17 de fevereiro de 2008.
Seu pároco atual é Frei Itacir Gasperin, OFMConv, e seus vigários paroquias são Frei Geraldo Monteiro, OFMConv e Frei Antonio Corniatti, OFMConv. A matriz da paróquia está localizada na Rua do Chá, número 879 no Jd. Pérola. A Paróquia São Francisco de Assis também apresenta três capelas, essas são: Capela São Pedro Apóstolo (Jd. São Fernando), Capela Nossa Senhora Aparecida (Jd. Esmeralda) e a Capela Nossa Senhora de Lourdes (Santa Rosa I).